# نویز شات

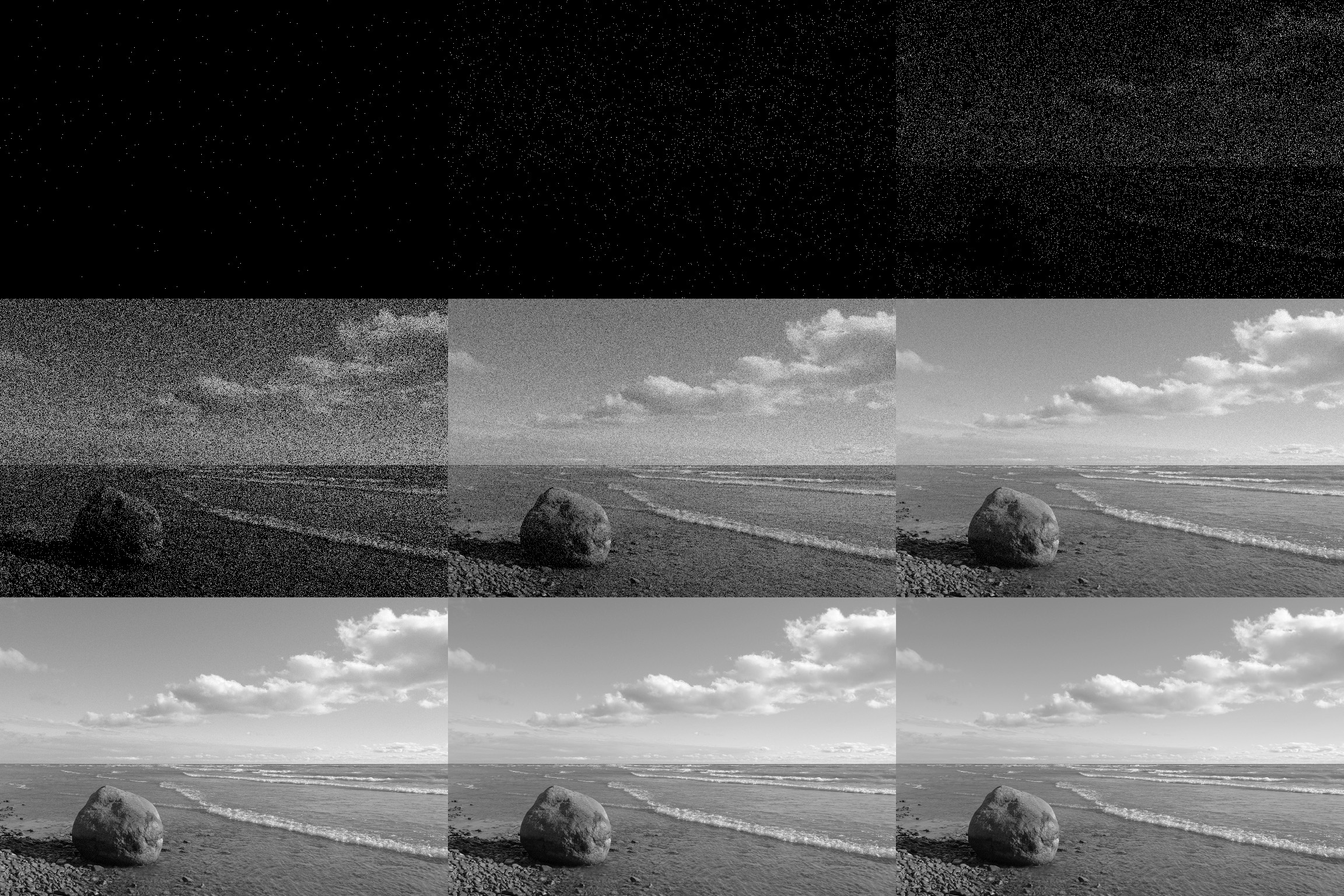
شبیه‌سازی نویز فوتون تعداد فوتون‌ها در هر پیکسل از چپ به راست و از ردیف بالا به ردیف پایین افزایش می‌یابد.

نویز شات (به انگلیسی: Shot noise) یا نویز پواسون (به انگلیسی: Poisson noise) نوعی نویز است که می‌توان آن را با فرایند پواسون مدل‌سازی کرد.
در الکترونیک نویز شات از ماهیت گسسته بار الکتریکی سرچشمه می‌گیرد. نویز شات همچنین در شمارش فوتون در دستگاه‌های نوری رخ می‌دهد، جایی که نویز شات با ماهیت ذره‌ای نور مرتبط است.

## مبدأ
مفهوم نویز شات اولین بار در سال ۱۹۱۸ توسط والتر شاتکی که نوسانات جریان در لامپ‌های خلاء را مورد مطالعه قرار داد معرفی شد.

تعداد فوتون‌هایی که توسط یک آشکارساز معین جمع‌آوری می‌شوند متفاوت است و از توزیع پواسون پیروی می‌کند که در اینجا برای میانگین‌های ۱، ۴ و ۱۰ نشان داده شده است.

### سیگنال به نویز
برای اعداد بزرگ، توزیع پواسون به توزیع نرمال در مورد میانگین خود نزدیک می‌شود و رویدادهای بنیادی (فوتون‌ها، الکترون‌ها و غیره) دیگر به صورت جداگانه مشاهده نمی‌شوند، به‌طور معمول باعث می‌شود که نویز شات در مشاهدات واقعی از نویز گاوسی واقعی قابل تشخیص نباشد. از آنجایی که انحراف معیار نویز شات برابر با جذر میانگین تعداد رویدادها N است، نسبت سیگنال به نویز (SNR) به صورت زیر به‌دست می‌آید:
{\displaystyle \mathrm {SNR} ={\frac {N}{\sqrt {N}}}={\sqrt {N}}.\,}
بنابراین هنگامی که N بسیار بزرگ است، نسبت سیگنال به نویز نیز بسیار بزرگ است، و هر گونه نوسانات نسبی در N به دلیل منابع دیگر، به احتمال زیاد بر نویز شات غالب است. با این حال، زمانی که منبع نویز دیگر در یک سطح ثابت است، مانند نویز حرارتی، یا کندتر از {\displaystyle {\sqrt {N}}}، افزایش N (جریان DC یا سطح نور و غیره) می‌تواند منجر به تسلط نویز شات شود.

## ویژگی‌ها

### افزاره‌های الکترونیکی
نویز شات در مدارهای الکترونیکی شامل نوسانات تصادفی جریان DC است که به دلیل جریان الکتریکی جاری از بارهای گسسته (الکترون) است. با این حال، از آنجایی که الکترون چنین بار کوچکی دارد، نویز شات در بسیاری از موارد (و نه همه) رسانش الکتریکی از اهمیت نسبی برخوردار است.
با جریان‌های بسیار کم و در نظر گرفتن مقیاس‌های زمانی کوتاه‌تر (بنابراین پهنای‌باند وسیع تر) نویز شات می‌تواند قابل توجه باشد. برای مثال، یک مدار مایکروویو در مقیاس‌های زمانی کمتر از یک نانوثانیه کار می‌کند و اگر بخواهیم جریان ۱۶ نانوآمپر داشته باشیم که تنها ۱۰۰ الکترون در هر نانوثانیه عبور می‌کند. طبق آمار پواسون، تعداد واقعی الکترون‌ها در هر نانوثانیه ۱۰ الکترون rms تغییر می‌کند، به طوری که یک ششم مواقع کمتر از ۹۰ الکترون از یک نقطه عبور می‌کنند و یک ششم مواقع بیش از ۱۱۰ الکترون در یک نانوثانیه شمارش می‌شود. اکنون با این جریان کوچک که در این مقیاس زمانی مشاهده می‌شود، نویز شات به ۱/۱۰ جریان DC خود می‌رسد.
نتیجه شاتکی، بر اساس این فرض که آمار عبور الکترون‌ها پواسونی است، برای چگالی نویز طیفی در فرکانس {\displaystyle f} می‌خواند.
{\displaystyle S(f)=2e\vert I\vert \ ,}
که اینجا {\displaystyle e} بار الکترون است و {\displaystyle I} میانگین جریان جاری الکترونی است. توان طیفی نویز مستقل از فرکانس است، به این معنی که نویز سفید است. این می‌تواند با فرمول لاندوئر ترکیب شود، که جریان متوسط را با مقادیر ویژه انتقال مرتبط می‌کند. {\displaystyle T_{n}} تماسی که از طریق آن جریان اندازه‌گیری می‌شود ({\displaystyle n} برچسب کانال‌های ترابری). در ساده‌ترین حالت، این مقادیر ویژه انتقال را می‌توان مستقل از انرژی در نظر گرفت و بنابراین فرمول لاندوئر
{\displaystyle I={\frac {e^{2}}{\pi \hbar }}V\sum _{n}T_{n}\ ,}
که اینجا {\displaystyle V} ولتاژ اعمال شده است. این فراهم می‌کند
{\displaystyle S={\frac {2e^{3}}{\pi \hbar }}\vert V\vert \sum _{n}T_{n}\ ,}
معمولاً به عنوان مقدار پواسون نویز شات، {\displaystyle S_{P}} نامیده می‌شود. این یک نتیجه کلاسیک است به این معنا که الکترون‌ها از آمار فرمی دیراک پیروی نمی‌کنند. نتیجه صحیح آمار کوانتومی الکترون‌ها را در نظر می‌گیرد و می‌خواند (در دمای صفر)
{\displaystyle S={\frac {2e^{3}}{\pi \hbar }}\vert V\vert \sum _{n}T_{n}(1-T_{n})\ .}
در دهه ۱۹۹۰ توسط ویکتور کولْس، گاردی لیسانیک (به‌طور مستقل مورد تک‌کاناله)، و مارکوس بوتیکر (مورد چندکاناله) به دست آمد. این نویز سفید است و همیشه با توجه به مقدار پواسون سرکوب می‌شود. درجه سرکوبِش، {\displaystyle F=S/S_{P}} ، به عامل فانو معروف است.

#### نمونه‌ها
- پیوند تونلی با انتقال کم در تمام کانال‌های انتقال مشخص می‌شود، بنابراین جریان الکترون پواسونی است و ضریب فانو برابر با یک است.
- تماس نقطه کوانتومی با یک انتقال ایده‌آل در تمام کانال‌های باز مشخص می‌شود، بنابراین هیچ نویزی تولید نمی‌کند و ضریب فانو برابر با صفر است. استثنا مرحله بین ترازه‌ها (به انگلیسی: plateaus) است، زمانی که یکی از کانال‌ها تا حدی باز است و نویز تولید می‌کند.
- یک سیم پخش‌کننده فلزی بدون توجه به هندسه و جزئیات ماده، ضریب فانو ۱/۳ دارد.[۳]
- در ۲دی‌ئی‌جیی که اثر کسری کوانتومی هال را نشان می‌دهد، جریان الکتریکی توسط شبه‌ذرات در حال حرکت در لبه نمونه حمل می‌شود که بار آن کسری گویا از بار الکترون است. اولین اندازه‌گیری مستقیم بار آنها از طریق نویز شات در جریان بود.[۴]

#### اثرات متقابل
در حالی که این نتیجه زمانی است که الکترون‌های کمک‌کننده به جریان به‌طور کاملاً تصادفی و بدون تأثیر با یکدیگر رخ می‌دهند، موارد مهمی وجود دارد که در آن این نوسانات طبیعی به دلیل تجمع بار تا حد زیادی سرکوب می‌شوند. مثال قبلی را در نظر بگیرید که در آن به‌طور متوسط ۱۰۰ الکترون در هر نانوثانیه از نقطه A به نقطه B می‌روند. در طول نیمه اول یک نانوثانیه، انتظار داریم به‌طور متوسط ۵۰ الکترون به نقطه B برسند، اما در یک نیم نانوثانیه خاص ممکن است ۶۰ الکترون به آنجا برسد. این باعث ایجاد بار الکتریکی منفی‌تر در نقطه B نسبت به میانگین می‌شود، و این بار اضافی تمایل دارد جریان بیشتر الکترون‌ها را از نقطه ترک A در طول نیم نانوثانیه باقی‌مانده دفع کند. بنابراین جریان خالص یکپارچه در طول یک نانوثانیه به جای نشان دادن نوسانات مورد انتظار (۱۰ الکترون rms) که ما محاسبه کردیم، تمایل بیشتری به ماندن در نزدیکی مقدار متوسط خود یعنی ۱۰۰ الکترون دارد. این مورد در سیم‌های فلزی معمولی و در مقاومت‌های فیلم فلزی است، که در آن نویز شات تقریباً به‌دلیل این پادهمبستگی بین حرکت تک‌تک الکترون‌ها که از طریق نیروی کولنی روی یکدیگر اثر می‌کنند، حذف می‌شود.
با این حال، این کاهش در نویز شات زمانی اعمال نمی‌شود که جریان ناشی از رویدادهای تصادفی در یک سد پتانسیل است که تمام الکترون‌ها باید به دلیل یک تحریک تصادفی، مانند کُنش گرمایی، بر آن غلبه کنند. به عنوان مثال، این وضعیت در پیوند pn است. بنابراین یک دیود نیم‌رسانا معمولاً به عنوان منبع نویز با عبور جریان DC خاص از آن استفاده می‌شود.
در موقعیت‌های دیگر، اندرکُنش‌ها می‌تواند منجر به افزایش نویز شات شود که نتیجه یک آمار ابرپواسونی است. به عنوان مثال، در یک دیود تونلی رزونانس، اندرکنش الکترواستاتیکی و چگالی حالات در چاه کوانتومی منجر به افزایش شدید نویز شات زمانی می‌شود که افزاره در ناحیه مقاومت تفاضلی منفی مشخصه‌های جریان-ولتاژ بایاس شود.
از آنجایی که نویز شات یک فرایند پواسون به دلیل بار محدود یک الکترون است، می‌توان ریشه میانگین مربع نوسانات جریان را با یک بزرگی (اندازه) {\displaystyle \sigma _{i}={\sqrt {2qI\,\Delta f}}} محاسبه کرد.
که در آن q بار بنیادی یک الکترون است، Δf پهنای‌باند یک طرفه برحسب هرتز است که نویز روی آن در نظر گرفته می‌شود، و I جریان DC است که جریان دارد.
برای جریان ۱۰۰ میلی‌آمپر، اندازه‌گیری نویز جریان در پهنای‌باند ۱ هرتز به دست می‌آوریم
{\displaystyle \sigma _{i}=0.18\,\mathrm {nA} \;.}
اگر این جریان نویز از طریق یک مقاومت تغذیه شود، ولتاژ نویز برابر:  {\displaystyle \sigma _{v}=\sigma _{i}\,R} تولید خواهد شد. با تزویج کردن این نویز از طریق یک خازن، می‌توان قدرت نویز  {\displaystyle P={\frac {1}{2}}qI\,\Delta fR.} را به یک بار تطبیق‌شده، تأمین کرد
https://upload.wikimedia.org/wikipedia/commons/e/ea/Button_align_left.png